# Jamaïque aux Jeux olympiques d'hiver de 1998
Les Jeux de Nagano constituent la quatrième participation de la Jamaïque à des Jeux olympiques d'hiver. Sa délégation comprenant six athlètes (dont aucune femme) ne couvre que les épreuves de bobsleigh. La nation finira 21e de la catégorie du bob à deux et 29e du bob à quatre, repartant par conséquent de Nagano sans médailles.

## Athlètes engagés

### Bobsleigh
L'intégralité de l'équipe jamaïcaine (six hommes) participe aux épreuves de bobsleigh dans les catégories "bob à quatre" et "bob à deux".
| Bob   | Noms                                                 | Discipline   | Course 1 | Course 1 | Course 2 | Course 2 | Course 3 | Course 3 | Total         | Total |
| Bob   | Noms                                                 | Discipline   | Temps    | Rang     | Temps    | Rang     | Temps    | Rang     | Temps         | Rang  |
| ----- | ---------------------------------------------------- | ------------ | -------- | -------- | -------- | -------- | -------- | -------- | ------------- | ----- |
| JAM-1 | Dudley Stokes Winston Watt Chris Stokes Wayne Thomas | Bob à quatre | 54 s 41  | 21       | 54 s 55  | 22       | 54 s 80  | 21       | 2 min 43 s 76 | 21    |

| Bob   | Noms                        | Discipline | Course 1 | Course 1 | Course 2 | Course 2 | Course 3 | Course 3 | Course 4 | Course 4 | Total         | Total |
| Bob   | Noms                        | Discipline | Temps    | Rang     | Temps    | Rang     | Temps    | Rang     | Temps    | Rang     | Temps         | Rang  |
| ----- | --------------------------- | ---------- | -------- | -------- | -------- | -------- | -------- | -------- | -------- | -------- | ------------- | ----- |
| JAM-1 | Devon Harris Michael Morgan | Two-man    | 56 s 56  | 30       | 56 s 52  | 30       | 56 s 36  | 30       | 56 s 30  | 29       | 3 min 45 s 74 | 29    |